# Lijst van Nederlandstalige cabaretiers
Hieronder volgt een alfabetische lijst van Nederlandstalige cabaretiers en cabaretgezelschappen die actief zijn, gestopt zijn of overleden zijn en een eigen artikel bij de Nederlandstalige Wikipedia hebben. Personen die onder meerdere namen bekend zijn kunnen meerdere keren vermeld zijn. Er is op achternaam gesorteerd.
 
Gaat in het algemeen om Nederlandse en Vlaamse cabaretiers.

## A
- Thomas Acda
- Alex Agnew
- Soundos El Ahmadi
- Elvan Akyıldız
- Leo Alkemade
- Najib Amhali
- Kees van Amstel
- Mylène d'Anjou
- Anuar Aoulad Abdelkrim
- Jenny Arean
- Daniël Arends
- Thjum Arts
- Jandino Asporaat
- Nabil Aoulad Ayad

## B
- Nathalie Baartman
- Walter Baele
- Lou Bandy
- Barend Barendse
- Louis Baret
- Guga Baúl
- Tijl Beckand
- Plien van Bennekom
- Herman Berkien
- Jelle De Beule
- Ernest Beuving
- Jan Beuving
- Wim de Bie
- Martine Bijl
- Vincent Bijlo
- Jan Blaaser
- Begijn le Bleu
- Bloeiende Maagden
- Karin Bloemen
- Roel Bloemen
- Adèle Bloemendaal
- Hetty Blok
- Mike Boddé
- Chiel de Boer
- Christine de Boer
- Marcellino Bogers
- Albert Bol
- Izak Boom
- Herman Boon
- Marijke Boon
- Carolien Borgers
- Kees Bos
- Pieter Bouwman
- Ted de Braak
- Sjaak Bral
- Ron Brandsteder
- Claudia de Breij
- Erik Brey
- Jos Brink
- Dolf Brouwers
- Martin Brozius
- Karin Bruers
- Joke Bruijs
- Kees Brug
- Daphne de Bruin
- Jef Burm
- Johan Buziau

## C
- Luc Caals
- Cabaret Nar
- Rudi Carrell
- Wim Coenen
- Raf Coppens
- Paulien Cornelisse
- Lola Cornero
- Tony Corsari
- Jules de Corte
- Han Coucke
- Gerard Cox
- Eva Crutzen
- Steef Cuijpers

## D
- Edson da Graça
- Pieke Dassen
- Louis Davids
- Karel Declercq
- Romain Deconinck
- Erhan Demirci
- Dirk Denoyelle
- Guido Depraetere
- Piet De Praitere
- Wouter Deprez
- Pieter Derks
- Dimitri Desmyter
- Joep van Deudekom
- Martin van Dijk
- Ko van Dijk jr.
- Margreet Dolman
- Thei Dols
- Sietze Dolstra
- Thijs van Domburg
- Lenette van Dongen
- Clinge Doorenbos
- Lia Dorana
- Hans Dorrestijn
- André van Duin
- Ton van Duinhoven
- Frans van Dusschoten

## E
- Arend Edel
- Klaas van der Eerden
- Chris van der Ende
- Johan Elsensohn
- Henk Elsink
- Aron Elstak
- Dick Engelbracht
- Peer Engels
- Frank Van Erum
- Jennifer Evenhuis
- Korneel Evers

## F
- Ina van Faassen
- Dara Faizi
- Will Ferdy
- Herman Finkers
- Wilfried Finkers
- Jaap Fischer
- Co Flower
- Stella Fontaine
- Fabian Franciscus
- Tim Fransen
- Mylou Frencken
- Nelly Frijda

## G
- Seth Gaaikema
- Bert Gabriëls
- Bavo Galama
- Thomas Gast
- Vincent Geers
- Jonas Geirnaert
- Philippe Geubels
- Gili
- Jenny Gilliams
- Karel Glastra van Loon
- Tim Goditiabois
- Kim Goedegebure
- Ronald Goedemondt
- Johan Goossens
- Thijs Goverde
- Renaat Grassin
- Rients Gratama
- Ted Griffioen
- Richard Groenendijk
- Boudewijn de Groot
- Paul Groot
- Emilio Guzman
- Javier Guzman

## H
- Paul Haenen
- Filip Haeyaert
- Jacques Halland
- Jossy Halland
- Frans Halsema
- Martin van den Ham
- Simon Hammelburg
- Sjaak Hartog
- Peter Heerschop
- Kiki Heessels
- Youp van 't Hek
- Wim Helsen
- Willy van Hemert
- Suske Henderickx
- Helligen Hendrik
- Pam Henning
- Maarten Hennis
- Annemarie Henselmans
- Eric Herfst
- Toon Hermans
- Dries Heyneman
- Bas Hoeflaak
- Gerrie Hondius
- Geert Hoste
- George van Houts
- Marijke Hoving
- Sieto Hoving
- Marc-Marie Huijbregts
- Ber Hulsing
- Uut Hulsing
- Piv Huvluv

## I
- Wim Ibo
- Adriaan van Ierland
- Onno Innemee

## J
- Eduard Jacobs
- Carrie Jansen
- Dolf Jansen
- Fons Jansen
- Charles Janssens
- Harrie Jekkers
- Erik Jobben
- Pieter Jouke
- Jasperina de Jong
- Peter de Jong
- Pieter de Jong
- Freek de Jonge

## K
- Brigitte Kaandorp
- Kamagurka
- Rob Kamphues
- Tim Kamps
- Wart Kamps
- Wim Kan
- Marnix Kappers
- Öznur Karaca
- Martijn Kardol
- Richard Kemper
- Thijs Kemperink
- Stefano Keizers
- Tom de Ket
- Alex Klaasen
- Arjan Kleton
- Ron Klipstein
- Jacques Klöters
- Bert Klunder
- Kitty Kluppell
- Louis Kockelmann
- Kommil Foo
- Howard Komproe
- Martijn Koning
- Jeroen van Koningsbrugge
- Arie Koomen
- Daniel Koopmans
- Lambert-Jan Koops
- Kasper van Kooten
- Kees van Kooten
- Louise Korthals
- Bianca Krijgsman
- Lambertus Krips
- Sara Kroos
- Bert Kruismans

## L
- Kasper van der Laan
- Niels van der Laan
- Ko de Laat Senior
- Jacky Lafon
- Frans Lamoen
- Gunter Lamoot
- Cees de Lange
- Sidonie Van Larebeke
- Tom Lash
- Patrick Laureij
- Jeroen Leenders
- Paul de Leeuw
- Steyn de Leeuwe
- Joke van Leeuwen
- Lies Lefever
- Sylvia de Leur
- Hans Liberg
- LiLaLo
- Stan Limburg
- Robert Long
- Henry van Loon
- Arjen Lubach
- Peter Lusse
- Willy Lustenhouwer
- Thomas van Luyn

## M
- Theo Maassen
- Hester Macrander
- Lennaert Maes
- Tom Manders
- André Manuel
- Fien de la Mar
- Jetty Mathurin
- Frans du Mée
- Rob van de Meeberg
- Teake van der Meer
- Ruben van der Meer
- Patrick Meijer
- Jaap van de Merwe
- Jeroen van Merwijk
- Jan Mesdag
- René van Meurs
- Quinty Misiedjan
- Albert Mol
- Simke Molenaar
- Alphonse Mora
- Murth Mossel
- Erik van Muiswinkel
- Frans Mulder
- Paul de Munnik
- Jochem Myjer

## N
- Reinder van der Naalt
- Anne Neuteboom (Anne Neut)
- Ruben Nicolai
- Pieter Nieuwint
- Jan Nonhof
- Rolien Numan

## O
- Justus van Oel
- Joep Onderdelinden
- Martijn Oosterhuis
- Sander van Opzeeland
- Lisa Ostermann
- Jochen Otten

## P
- Drs. P
- Joseph Paardekracht
- Rayen Panday
- Peter Pannekoek
- Ernst van der Pasch
- Dora Paulsen
- Staf Permentier
- Ellen Pieters
- Jean-Louis Pisuisse
- Alex Ploeg
- Katinka Polderman
- Machiel Pomp
- Dick Poons
- Stefan Pop
- Kees Prins
- Kees Pruis

## R
- Hugo Raspoet
- Jörgen Raymann
- Gavin Reijnders
- Renate Reijnders
- Yora Rienstra
- Jo De Rijck
- Henk Rijckaert
- Riza
- Peter van Rooijen
- Maarten van Roozendaal
- Cor Ruys

## S
- Daniël Samkalden
- Frank Sanders
- Martine Sandifort
- Eric van Sauers
- Lieven Scheire
- Rob Scheepers
- Els de Schepper
- Yentl Schieman
- Bobbejaan Schoepen
- Merijn Scholten
- Pepijn Schoneveld
- Tineke Schouten
- Armand Schreurs
- Owen Schumacher
- Job Schuring
- Ton Schuringa
- Fé Sciarone
- Iwein Segers
- Hans Sibbel
- Thieu Sijbers
- Roland Smeenk
- Arjan Smit
- Diederik Smit
- Ruud Smulders
- Ronald Snijders
- Wim Sonneveld
- Jeffrey Spalburg
- J.H. Speenhoff
- Jack Spijkerman
- Lowieke Staal
- Sophie Stein
- Robin Stevens
- Wijnand Stomp
- Conny Stuart

## T
- Max Tailleur
- Hans Teeuwen
- Kirsten van Teijn
- Aart Terpstra
- Jan Theys
- TohoeWabohoe
- Riza Tisserand
- Anne Jan Toonstra
- Seppe Toremans
- Kees Torn
- Hakim Traïdia
- Andries Tunru

## U
- Arthur Umbgrove
- Urbanus
- Rob Urgert

## V
- Kees van Amstel
- Bart Vanneste
- Nathan Vecht
- Herman van Veen
- Mark van de Veerdonk
- Remco Veldhuis
- Dennis van de Ven
- Pieter Verelst
- Roel C. Verburg
- Gerard Vermeersch
- Bram Vermeulen
- Marcel Verreck
- Mieke Verstraete
- Guus Verstraete sr.
- Roué Verveer
- Bert Visscher
- Tim Visterin
- Diederik van Vleuten
- Paul van Vliet
- Jaak De Voght
- Corry Vonk
- Benny Vreden
- Jelle de Vries
- Remko Vrijdag

## W
- Martin van Waardenberg
- Viggo Waas
- Floor van der Wal
- Hessel van der Wal
- Jan Jaap van der Wal
- Philip Walkate
- Sanne Wallis de Vries
- Guido Weijers
- Micha Wertheim
- Stephen Westmaas
- Dorine Wiersma
- Ivo de Wijs
- Nigel Williams
- Abraham de Winter
- Tex de Wit
- Dirk Witte
- Peter van de Witte
- Jeroen Woe
- Michel Wolf

## Y
- Nilgün Yerli

## Z
- Leon van der Zanden
- Tim Zeegers
- Silvester Zwaneveld
- Kristel Zweers